# Bataille de Pylos
 (octobre 2007).
Si vous disposez d'ouvrages ou d'articles de référence ou si vous connaissez des sites web de qualité traitant du thème abordé ici, merci de compléter l'article en donnant les références utiles à sa vérifiabilité et en les liant à la section « Notes et références ».
Guerre du Péloponnèse
Batailles
- Sybota
- Potidée
- Chalcis
- Patras
- Naupacte
- Mytilène
- Tanagra
- Étolie
- Olpae
- Idomene
- Pylos
- Sphactérie
- Délion
- Amphipolis
- Mantinée
- Mélos
- Expédition de Sicile
- Symi
- Érétrie
- Cynosséma
- Abydos
- Cyzique
- Notion
- Arginuses
- Aigos Potamos

La bataille de Pylos se déroule en 425 av. J.-C. durant la guerre du Péloponnèse entre Athènes et Sparte.

## Contexte
Au printemps 425, Athènes aide la Messénie à se révolter contre Sparte. Dans le même temps, cette dernière lance une invasion de l'Attique menée par le roi Agis. Les Athéniens envoient 50 navires en Sicile sous le commandement d'Eurymédon (en) et Sophocle, avec l'ordre de rétablir la démocratie à Corcyre (Corfou) sur le trajet (Sparte avait envahi la ville avec soixante navires). Démosthène qui a gagné peu de temps auparavant la bataille d'Olpae, peut prendre place à bord d'un des navires. Une tempête oblige la flotte à s'abriter à Pylos, un excellent port naturel sur la côte du Péloponnèse à environ 70 km de Sparte, ce qui retarde le voyage vers Corfou. Ce détour arrange Démosthène qui veut renforcer les fortifications de Pylos, prendre pied sur le Péloponnèse et encourager une rébellion des hilotes. Les commandants pensent que c'est une perte de temps et d'argent, mais les soldats continuent malgré tout à fortifier la zone car le mauvais temps empêche leur départ. Les fortifications sont finies en six jours et Démosthène reste sur place avec cinq navires tandis que la flotte poursuit sa mission vers Corcyre et la Sicile.
Quand Sparte apprend qu'Athènes a pris Pylos, ils retirent leur armée de l'Attique. Ils marchent sur Pylos et rappellent leur flotte de soixante vaisseaux afin qu'elle se dirige vers Pylos. Démosthène anticipe les actions spartiates et envoie deux de ses bateaux rappeler la flotte athénienne. Le port de Pylos est une grande baie dont l'ouverture est presque complètement bloquée par l'île de Sphactérie : il n'existe qu'un passage étroit de chaque côté de l'île pour entrer dans la baie. Les Spartiates prévoient de faire un blocus terrestre et maritime de la forteresse de Pylos, de contrôler les deux entrées du port afin d'empêcher la flotte athénienne d'entrer et de débarquer une troupe sur l'île. Le Spartiate Epitadas et une troupe de 440 hoplites sont débarqués sur Sphactérie, tandis que le reste de l'armée se prépare à prendre d'assaut les fortifications athéniennes de Pylos. Si la première attaque échoue, il sera obligé de se préparer à un long siège. Démosthène n'a que peu d'hoplites à sa disposition. La plupart de ses troupes sont des marins désarmés des trirèmes restantes. Il poste soixante de ses hoplites sur le point le plus faible des fortifications de la plage pensant que les Spartiates voudront y débarquer. Le reste de ses troupes est sur le mur à l'intérieur des terres.

## Déroulement de la bataille
Quarante-trois bateaux spartiates, commandés par Thrasymelidas et Brasidas, essaient d'organiser un débarquement mais les troupes athéniennes tiennent leurs positions, aidées en cela par la côte rocheuse. Brasidas est blessé et les troupes spartiates, incapables d'enlever les fortifications de la plage, sont repoussées par les troupes athéniennes. Les Spartiates attaquent le fort trois jours plus tard, et commencent à collecter du bois pour construire des engins de siège après avoir échoué à prendre pied sur les murs.
Le troisième jour, le reste de la flotte athénienne revient. Ayant été renforcée par dix navires, elle compte cinquante bateaux. Les Spartiates n'ont pas bloqué les entrées de la rade et se préparent à affronter la flotte athénienne dans celle-ci. Ils pensent en effet que l'étroitesse de la baie compensera les plus grandes qualités maritimes des Athéniens. La flotte athénienne engage le combat et anéantit les navires spartiates. Les hoplites sur Sphactérie sont désormais totalement isolés. Les navires athéniens  établissent une surveillance rapprochée de Sphactérie afin d'empêcher les Spartiates de s'enfuir.

## Conséquences
Les Spartiates, incapables d'organiser une expédition de secours pour leurs troupes, demandent un armistice et envoient des ambassadeurs à Athènes afin de négocier le retour de la garnison de l'île. Les Athéniens restent 72 jours à Pylos, période durant laquelle les ambassadeurs échouent à faire la paix. Les Athéniens envahisent finalement Sphactérie et capturent la garnison lors de la bataille de Sphactérie.